# Дьордь Мольнар
Дьордь Мольнар (угор. Molnár György, нар. 12 лютого 1901, Будапешт — пом. 23 січня 1977, Будапешт) — угорський футболіст, що грав на позиції нападника. Виступав, зокрема, за клуб МТК (Будапешт), а також національну збірну Угорщини.

## Клубна кар'єра
У дорослому футболі дебютував 1919 року виступами за команду клубу МТК (Будапешт). Застав золоту еру клубу, коли команда 10 сезонів поспіль ставала чемпіоном Угорщини. Мольнар долучився до шести перемог цієї серії, а також двічі у цей період здобував Кубок Угорщини. В складі МТК в той час виступало ціле сузір'я знаменитих футболістів, серед яких: Ференц Платко, Імре Шлоссер, Дьюла Манді, Дьордь Орт, Йожеф Браун, Золтан Опата, Вільмош Кертес, Дьюла Фельдманн, Бела Гуттманн та багато інших. У цій компанії Мольнар також був одним з найкращих, про свідчить його визнання найкращим футболістом Угорщини в 1922 році, а також титул найкращого бомбардира у 1925 році. З введенням професіоналізму, команда отримала приставку до назви «Хунгарія» і втратила одноосібне лідерство в країні, далася в знаки зміна поколінь.
Сезон 1927/28 Мольнар розпочав у складі «Хунгарії», зіграв 1 матч, після чого перебрався до складу американського клубу «Нью-Йорк Джантс». На той час у США уже кілька років існував достатньо сильний професіональний чемпіонат.
Влітку 1928 року Мольнар повернувся до «Хунгарії», з якою встиг ще до початку сезону зіграти у Кубку Мітропи. «Хунгарія» лише у переграванні поступилася діючому і майбутньому фіналісту турніру віденському «Рапіду» — 4:6, 3:1, 0:1. У перелічених матчах Мольнар забив 3 голи, а загалом у 1927 - 1929 роках Кубку Мітропи на його рахунку 7 матчів і 4 м'ячі. Та все ж повернення на батьківщину для гравця вийшло тріумфальним — «Хунгарія» після трирічної перерви здобула титул чемпіона. Для Мольнара ця перемога стала сьомою. Дьордь відзначився 13-ма голами у сезоні. Більше з його партнерів забили Єне Кальмар (19) і Ференц Хірзер (15).
Влітку гравець вдруге перебрався через океан у США, де ще встиг пограти у складі команд «Бруклін Хакоах» та «Бруклін Вондерерз».
Помер 30 березня 1977 року на 77-му році життя.

## Виступи за збірну
24 жовтня 1920 року дебютував в офіційних матчах у складі національної збірної Угорщини в грі проти збірної Німеччини (0:1).  Протягом кар'єри у національній команді, яка тривала 8 років, провів у формі головної команди країни 27 матчів, забивши 11 голів, 6 разів був капітаном команди.
В квітні 1924 року відзначився хет-триком в грі проти збірної Італії, що завершилась розгромною перемогою угорців 7:1. Того ж року потрапив у заявку збірної на Олімпійські ігри 1924 року у Парижі, але на поле не виходив.

## Досягнення
- Чемпіон Угорщини: 1919–20, 1920–21, 1921–22, 1922–23, 1923–24, 1924–25, 1928–29
- Срібний призер Чемпіонату Угорщини: 1925–26
- Бронзовий призер Чемпіонату Угорщини: 1926–27
- Володар Кубка Угорщини: 1923, 1925
- Найкращий бомбардир чемпіонату Угорщини: 1924–25
- Найкращий футболіст Угорщини 1922

| Дата       | Місто     | Господарі      | Результат | Гості     | Турнір           | Голи | Примітки        |
| ---------- | --------- | -------------- | --------- | --------- | ---------------- | ---- | --------------- |
| 24/10/1920 | Берлін    | Німеччина      | 1 – 0     | Угорщина  | товариський матч | -    |                 |
| 07/11/1920 | Будапешт  | Угорщина       | 1 – 2     | Австрія   | товариський матч | -    |                 |
| 05/06/1921 | Будапешт  | Угорщина       | 3 – 0     | Німеччина | товариський матч | -    |                 |
| 06/11/1921 | Будапешт  | Угорщина       | 4 – 2     | Швеція    | товариський матч | -    |                 |
| 18/12/1921 | Будапешт  | Угорщина       | 1 – 0     | Польща    | товариський матч | -    |                 |
| 30/04/1922 | Будапешт  | Угорщина       | 1 – 1     | Австрія   | товариський матч | 1    |                 |
| 02/07/1922 | Бохум     | Німеччина      | 0 – 0     | Угорщина  | товариський матч | -    |                 |
| 09/07/1922 | Стокгольм | Швеція         | 1 – 1     | Угорщина  | товариський матч | -    |                 |
| 26/11/1922 | Будапешт  | Угорщина       | 1 – 2     | Австрія   | товариський матч | 1    |                 |
| 04/03/1923 | Генуя     | Італія         | 0 – 0     | Угорщина  | товариський матч | -    |                 |
| 11/03/1923 | Лозанна   | Швейцарія      | 1 – 6     | Угорщина  | товариський матч | 2    |                 |
| 23/09/1923 | Будапешт  | Угорщина       | 2 – 0     | Австрія   | товариський матч | 1    |                 |
| 28/10/1923 | Будапешт  | Угорщина       | 2 – 1     | Швеція    | товариський матч | -    |                 |
| 06/04/1924 | Будапешт  | Угорщина       | 7 – 1     | Італія    | товариський матч | 3    |                 |
| 04/05/1924 | Будапешт  | Угорщина       | 2 – 2     | Австрія   | товариський матч | -    |                 |
| 18/05/1924 | Цюрих     | Швейцарія      | 4 – 2     | Угорщина  | товариський матч | -    |                 |
| 04/06/1924 | Гавр      | Франція        | 0 – 1     | Угорщина  | товариський матч | -    |                 |
| 25/03/1925 | Будапешт  | Угорщина       | 5 – 0     | Швейцарія | товариський матч | 2    |                 |
| 20/09/1925 | Будапешт  | Угорщина       | 1 – 1     | Австрія   | товариський матч | -    |                 |
| 04/10/1925 | Будапешт  | Угорщина       | 0 – 1     | Іспанія   | товариський матч | -    | Капітан команди |
| 11/10/1925 | Прага     | Чехословаччина | 2 – 0     | Угорщина  | товариський матч | -    | Капітан команди |
| 08/11/1925 | Будапешт  | Угорщина       | 1 – 1     | Італія    | товариський матч | 1    | Капітан команди |
| 14/02/1926 | Брюссель  | Бельгія        | 0 – 2     | Угорщина  | товариський матч | -    | Капітан команди |
| 14/11/1926 | Будапешт  | Угорщина       | 3 – 1     | Швеція    | товариський матч | -    |                 |
| 19/12/1926 | Віго      | Іспанія        | 4 – 2     | Угорщина  | товариський матч | -    | Капітан команди |
| 26/12/1926 | Порту     | Португалія     | 3 – 3     | Угорщина  | товариський матч | -    | Капітан команди |
| 10/04/1927 | Відень    | Австрія        | 6 – 0     | Угорщина  | товариський матч | -    |                 |
| Усього     |           | Матчів         | 27        |           | Голів            | 11   |                 |